# Пиво в Йорданії

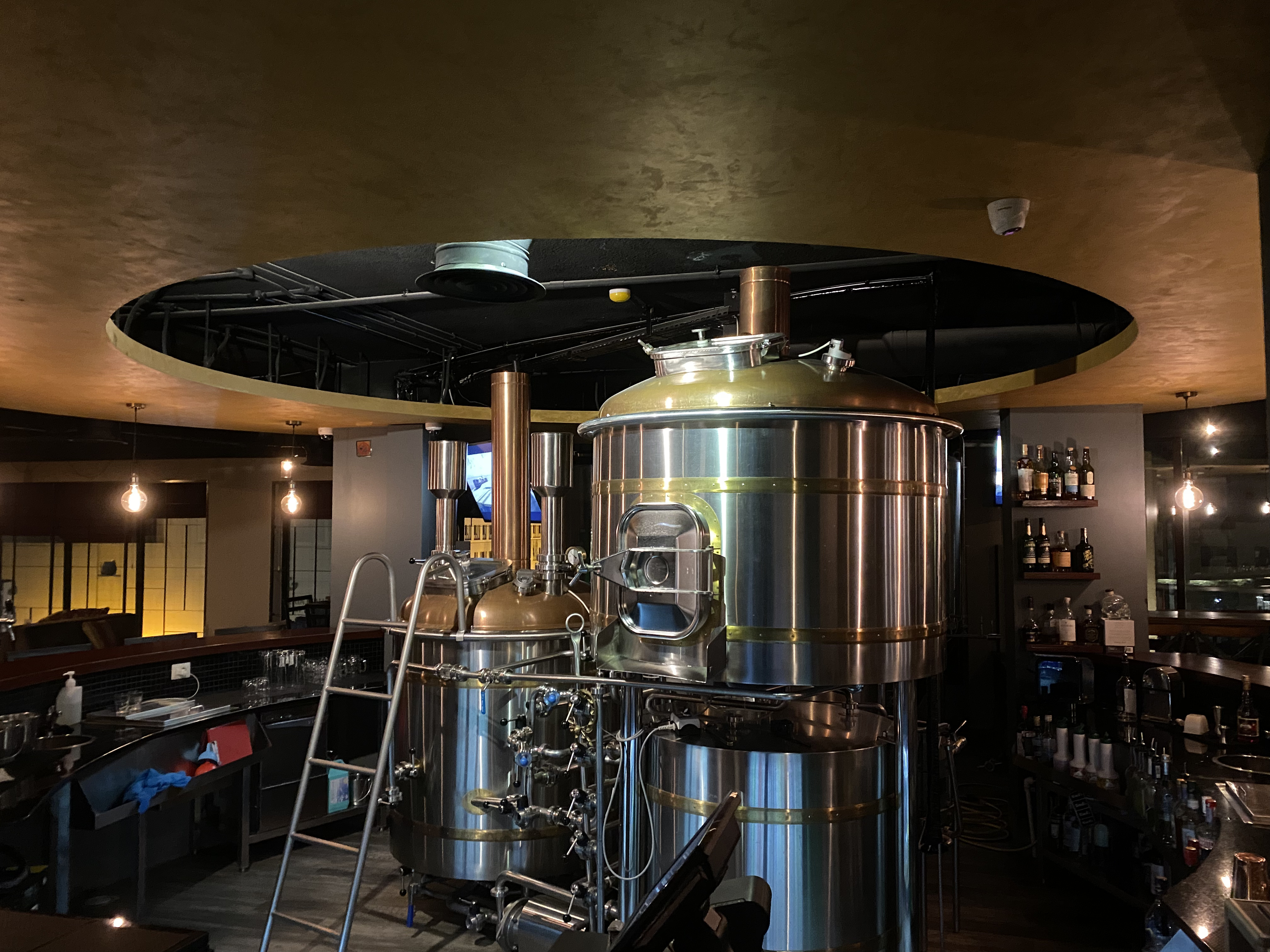
Всередині мініпивоварні Biera в Аммані, 2023 рік

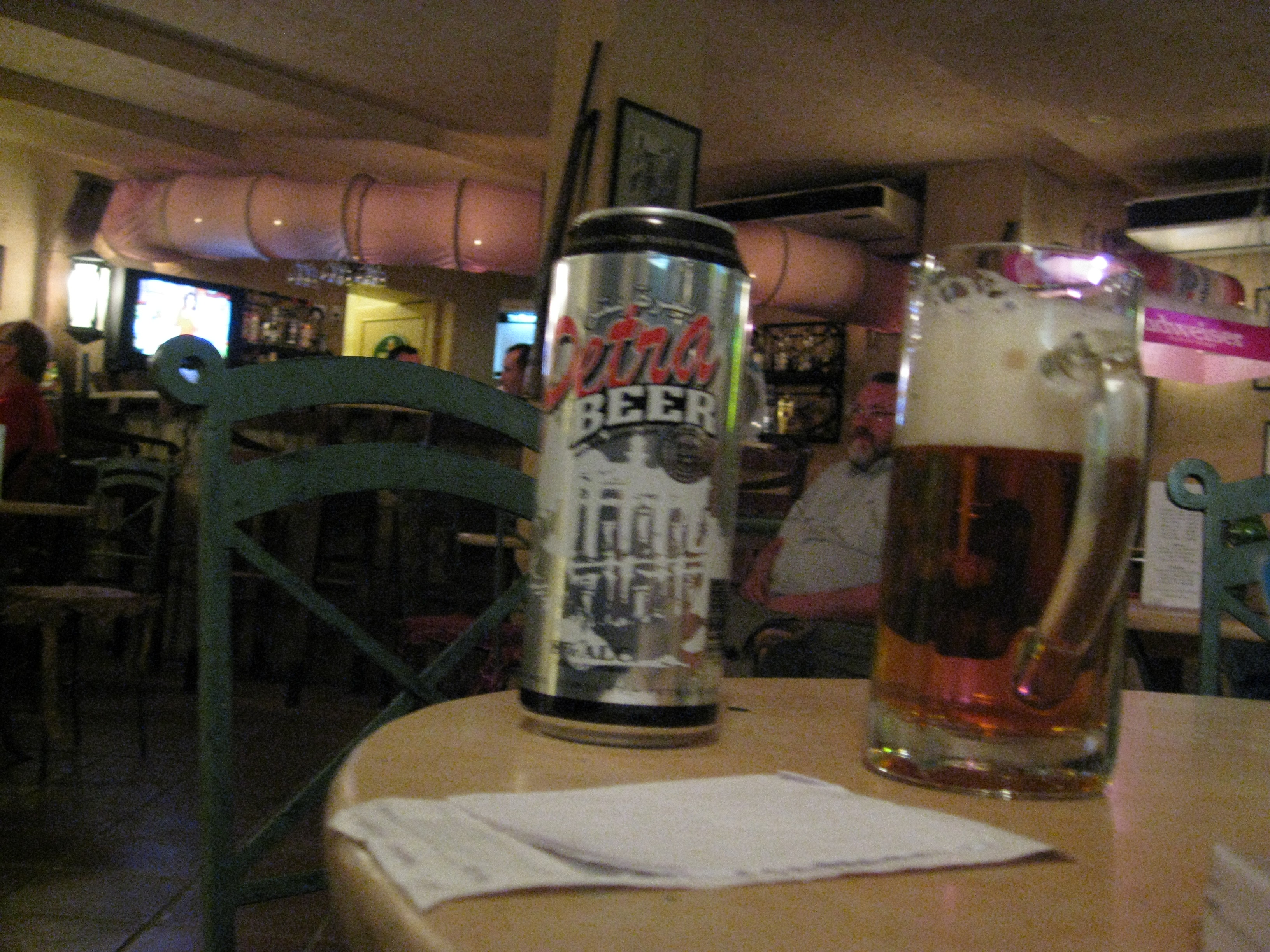
Пиво Петра

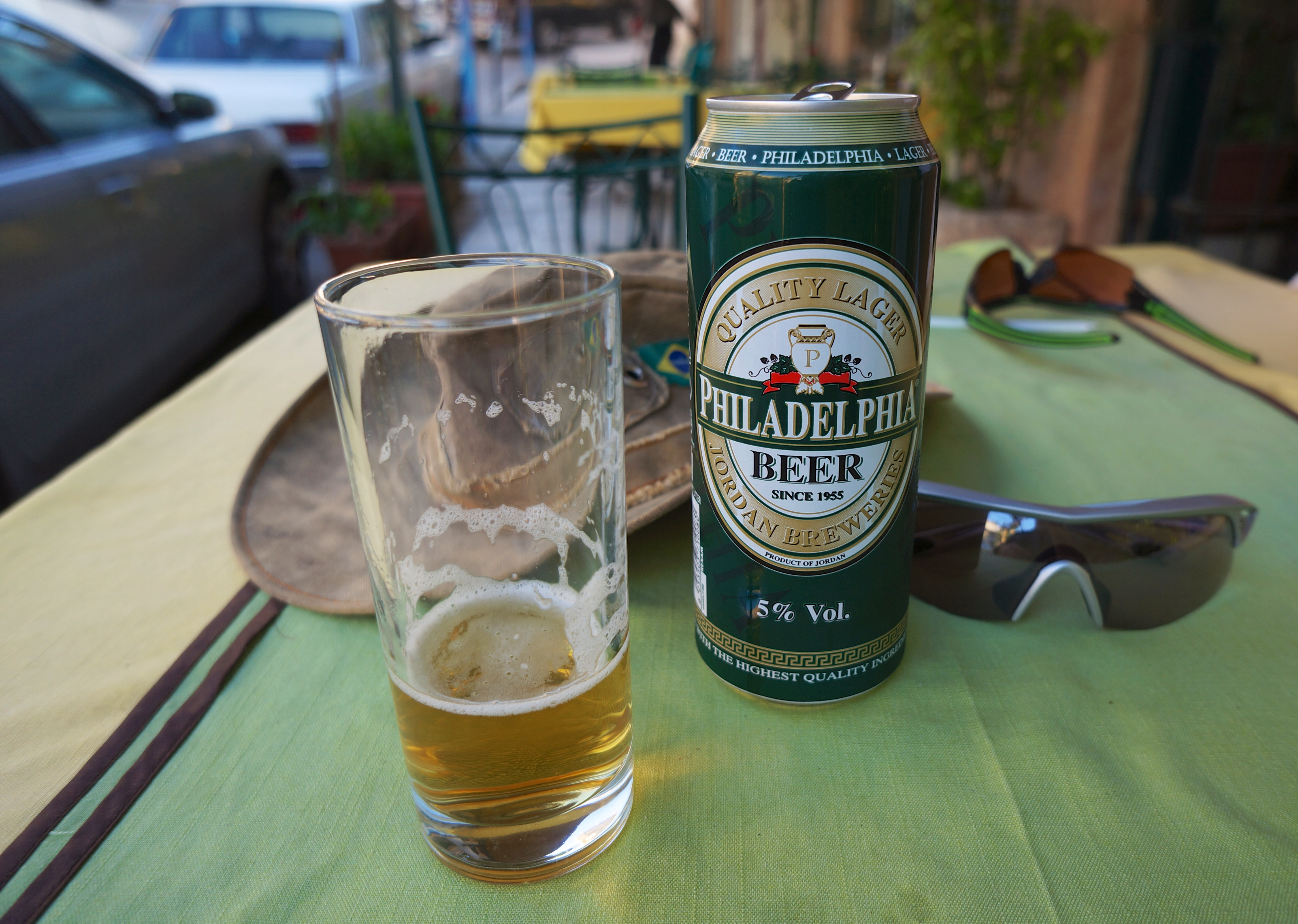
Пиво Філадельфія

Пиво в Йорданії існує з моменту його першої появи на Близькому Сході тисячі років тому в стародавньому Іраку та стародавньому Єгипті. Сьогодні в країні працює кілька компаній з виробництва пива.

## Сучасна історія
Першою пивоварнею в Йорданії стала General Investment Company (GIC), яка була заснована в 1955 році як публічна компанія під назвою «Jordan Brewery Co. Ltd.» У 1958 році побудували перший пивний завод Amstel за межами Нідерландів, що відкрився в Ез-Зарка.
У 1964 році GIC представила Petra (Петра), найстаріший місцевий сорт пива Йорданії. Він доступний у трьох різних сортах — Lager, Weizen і Amber — і вариться в Ез-Зарка. Petra відомий своїм високим вмістом алкоголю: 8 % алкоголю (ABV) для звичайного або 10 % для Petra Premium. Amstel залишається найбільш споживаним пивом в Йорданії, за ним йде Petra. Petra вариться з ячменю і виготовляється в Ез-Зарка.
У 2010 році перша в Йорданії мікроброварня Carakale Brewery була заснована у Ель-Фухейсі, переважно християнському містечку в провінції Ель-Балка.